# Perry River (Avon River)
Der Perry River ist ein Fluss im Gippsland im Südosten des australischen Bundesstaates Victoria. 

## Verlauf
Die Quelle liegt unterhalb von Fernbank nördlich des Lake Wellington. Von dort fließt der Perry River 28 Kilometer nach Süden und mündet kurz vor dem Lake Wellington in den Avon River.

## Name
Der Fluss wurde von Graf Strzelecki nach Captain Perry vom New South Wales Survey Department benannt.